# Organització territorial del Paraguai
La República del Paraguai (castellà: República del Paraguay; guaraní: Tetã Paraguái) és un estat unitari i es subdivideix en 17 departaments, més la capital, la ciutat d'Asunción, la qual té un estatut especial. Cada departament del país és presidit per un governador elegit de forma democràtica per la població de la regió. A continuació hi ha una llista dels departaments paraguaians (i de les seves corresponents capitals):
| ISO 3166-2:PY | Departament      | Capital                  | Població (2012) | Superfície  | Densitat       | Districtes |
| ------------- | ---------------- | ------------------------ | --------------- | ----------- | -------------- | ---------- |
| ASU           | Asunción         | Asunción                 | 529.433         | 117 km²     | 4395,4 hab/km² | 1          |
| 1             | Concepción       | Concepción               | 226.585         | 18.051 km²  | 10,5 hab/km²   | 12         |
| 2             | San Pedro        | San Pedro de Ycuamandiyú | 394.169         | 20.002 km²  | 18,1 hab/km²   | 21         |
| 3             | Cordillera       | Caacupé                  | 279.860         | 4.948 km²   | 57,8 hab/km²   | 20         |
| 4             | Guairá           | Villarrica               | 209.900         | 3.846 km²   | 51,6 hab/km²   | 18         |
| 5             | Caaguazú         | Coronel Oviedo           | 518.218         | 11.474 km²  | 42,2 hab/km²   | 22         |
| 6             | Caazapá          | Caazapá                  | 172.345         | 9.496 km²   | 16 hab/km²     | 11         |
| 7             | Itapúa           | Encarnación              | 554.653         | 16.525 km²  | 33,4 hab/km²   | 30         |
| 8             | Misiones         | San Juan Bautista        | 116.672         | 9.556 km²   | 12,5 hab/km²   | 10         |
| 9             | Paraguarí        | Paraguarí                | 248.461         | 8.705 km²   | 27,5 hab/km²   | 18         |
| 10            | Alt Paranà       | Ciudad del Este          | 737.092         | 14.895 km²  | 53,8 hab/km²   | 22         |
| 11            | Central          | Areguá                   | 1.855.241       | 2.465 km²   | 932,2 hab/km²  | 19         |
| 12            | Ñeembucú         | Pilar                    | 86.180          | 12.147 km²  | 6,9 hab/km²    | 16         |
| 13            | Amambay          | Pedro Juan Caballero     | 151.395         | 12.933 km²  | 9,7 hab/km²    | 5          |
| 14            | Canindeyú        | Salto del Guairá         | 198.899         | 14.667 km²  | 13,3 hab/km²   | 14         |
| 15            | Presidente Hayes | Pozo Colorado            | 109.818         | 72.907 km²  | 1,5 hab/km²    | 8          |
| 16            | Boquerón         | Filadelfia               | 56.440          | 91.669 km²  | 0,7 hab/km²    | 3          |
| 17            | Alt Paraguai     | Fuerte Olimpo            | 15.682          | 82.349 km²  | 0,1 hab/km²    | 4          |
| PRY           | Paraguai         | Asunción                 | 6.461.041       | 406.752 km² | 16,7 hab/km²   | 254        |

## Subdivisions
Des d'un punt de vista geogràfic, tres dels departaments es troben a la zona occidental o Chaco: Alt Paraguai, Boquerón i Presidente Hayes. La resta formen part de la Regió Oriental.
Els departaments es divideixen, al seu torn, en partidos, els quals es subdivideixen en compañías i municipis.